# Zapasy na Letnich Igrzyskach Olimpijskich 1964 – kategoria do 52 kg w stylu klasycznym
Zmagania mężczyzn do 52 kg to jedna z ośmiu męskich konkurencji w zapasach w stylu klasycznym rozgrywanych podczas Letnich Igrzysk Olimpijskich 1964. Pojedynki w tej kategorii wagowej odbyły się w dniach 16 – 19 października.
Punktacja opierała się na systemie "złych punktów karnych". Zwycięzca otrzymywał zero punktów za wygraną przez "tusz" (łopatki), a jeden punkt za wygraną na punkty. Dwa punkty przyznawano zawodnikom za remis. Za porażkę na punkty zawodnik otrzymywał trzy punkty, a za przegraną na łopatki przyznawano 4 punkty karne. Uzyskanie sześciu lub więcej punktów eliminowało zapaśnika z turnieju. Najlepsza trójka walczyła w rundzie finałowej. 

## Klasyfikacja[1]
| Pozycja | Nazwisko           | Kraj              |
| ------- | ------------------ | ----------------- |
| 1       | Tsutomu Hanahara   | Japonia           |
| 2       | Angeł Kerezow      | Bułgaria          |
| 3       | Dumitru Pârvulescu | Rumunia           |
| 4       | Maurice Mewis      | Belgia            |
| 4       | Rolf Lacour        | Niemcy            |
| 4       | Ignazio Fabra      | Włochy            |
| 4       | Dick Wilson        | Stany Zjednoczone |
| 8       | Vasilios Ganotis   | Grecja            |
| 8       | Sin Sang-sik       | Korea Południowa  |
| 8       | Burhan Bozkurt     | Turcja            |
| 11      | Armais Sajadow     | ZSRR              |
| 12      | Jørgen Jensen      | Dania             |
| 12      | Fu’ad Ali          | Egipt             |
| 12      | Risto Björlin      | Finlandia         |
| 12      | Ahmad Khoshoi      | Iran              |
| 16      | Imre Alker         | Węgry             |
| 16      | César del Rio      | Meksyk            |
| 18      | Malwa Singh        | Indie             |

## Wyniki

### Pierwsza runda[2]
| Zwycięzca          | Punkty karne | Wynik     | Przegrany        | Punkty karne |
| ------------------ | ------------ | --------- | ---------------- | ------------ |
| Burhan Bozkurt     | 2            | Remis     | Sin Sang-sik     | 2            |
| Maurice Mewis      | 1            | Na punkty | Ahmad Khoshoi    | 3            |
| Armais Sajadow     | 1            | Na punkty | Vasilios Ganotis | 3            |
| Tsutomu Hanahara   | 0            | Łopatki   | Imre Alker       | 4            |
| Ignazio Fabra      | 1            | Na punkty | Risto Björlin    | 3            |
| Rolf Lacour        | 1            | Na punkty | Fu’ad Ali        | 3            |
| Dumitru Pârvulescu | 1            | Na punkty | Jørgen Jensen    | 3            |
| Dick Wilson        | 0            | Łopatki   | César del Rio    | 4            |
| Malwa Singh        | 2            | Remis     | Angeł Kerezow    | 2            |

### Druga runda[3]
| Zwycięzca          | Punkty karne | Wynik                       | Przegrany      | Punkty karne |
| ------------------ | ------------ | --------------------------- | -------------- | ------------ |
| Maurice Mewis      | 2            | Na punkty                   | Sin Sang-sik   | 5            |
| Burhan Bozkurt     | 3            | Na punkty                   | Ahmad Khoshoi  | 6            |
| Vasilios Ganotis   | 3            | Wycofał się w trakcie walki | Imre Alker     | 8            |
| Tsutomu Hanahara   | 1            | Na punkty                   | Armais Sajadow | 4            |
| Rolf Lacour        | 2            | Na punkty                   | Risto Björlin  | 6            |
| Ignazio Fabra      | 2            | Na punkty                   | Fu’ad Ali      | 6            |
| Angeł Kerezow      | 3            | Na punkty                   | Jørgen Jensen  | 6            |
| Dumitru Pârvulescu | 1            | Łopatki                     | César del Rio  | 8            |
| Dick Wilson        | 0            | Wycofał się                 | Malwa Singh    | 9            |

### Trzecia runda[4]
| Zwycięzca          | Punkty karne | Wynik     | Przegrany        | Punkty karne |
| ------------------ | ------------ | --------- | ---------------- | ------------ |
| Maurice Mewis      | 3            | Na punkty | Burhan Bozkurt   | 6            |
| Tsutomu Hanahara   | 2            | Na punkty | Vasilios Ganotis | 6            |
| Ignazio Fabra      | 3            | Na punkty | Armais Sajadow   | 7            |
| Dumitru Pârvulescu | 2            | Na punkty | Rolf Lacour      | 5            |
| Sin Sang-sik       | 6            | Na punkty | Dick Wilson      | 3            |
| Angeł Kerezow      | 3            | Bez walki |                  |              |

### Czwarta runda[5]
| Zwycięzca          | Punkty karne | Wynik     | Przegrany     | Punkty karne |
| ------------------ | ------------ | --------- | ------------- | ------------ |
| Angeł Kerezow      | 4            | Na punkty | Dick Wilson   | 6            |
| Tsutomu Hanahara   | 3            | Na punkty | Maurice Mewis | 6            |
| Rolf Lacour        | 6            | Na punkty | Ignazio Fabra | 6            |
| Dumitru Pârvulescu | 2            | Bez walki |               |              |

### Runda finałowa[6]
| Zwycięzca        | Punkty karne | Wynik     | Przegrany          | Punkty karne |
| ---------------- | ------------ | --------- | ------------------ | ------------ |
| Angeł Kerezow    | 1            | Na punkty | Dumitru Pârvulescu | 3            |
| Tsutomu Hanahara | 0            | Łopatki   | Dumitru Pârvulescu | 4            |
| Tsutomu Hanahara | 1            | Na punkty | Angeł Kerezow      | 3            |